# دوشان راپش
دوشان راپُش (انگلیسی: Dušan Rapoš؛ ۲۰ ژوئن ۱۹۵۳ – ) کارگردان فیلم، آهنگساز، و فیلم‌نامه‌نویس اهل کشور اسلواکی است. وی از سال ۱۹۸۲ میلادی تاکنون مشغول فعالیت بوده‌است. او کار خود را به عنوان روزنامه‌نگار و سردبیر رادیو آغاز کرد. او مؤسس شرکت فیلمسازی «وِلکام فیلم» است.